# St. Chrischona

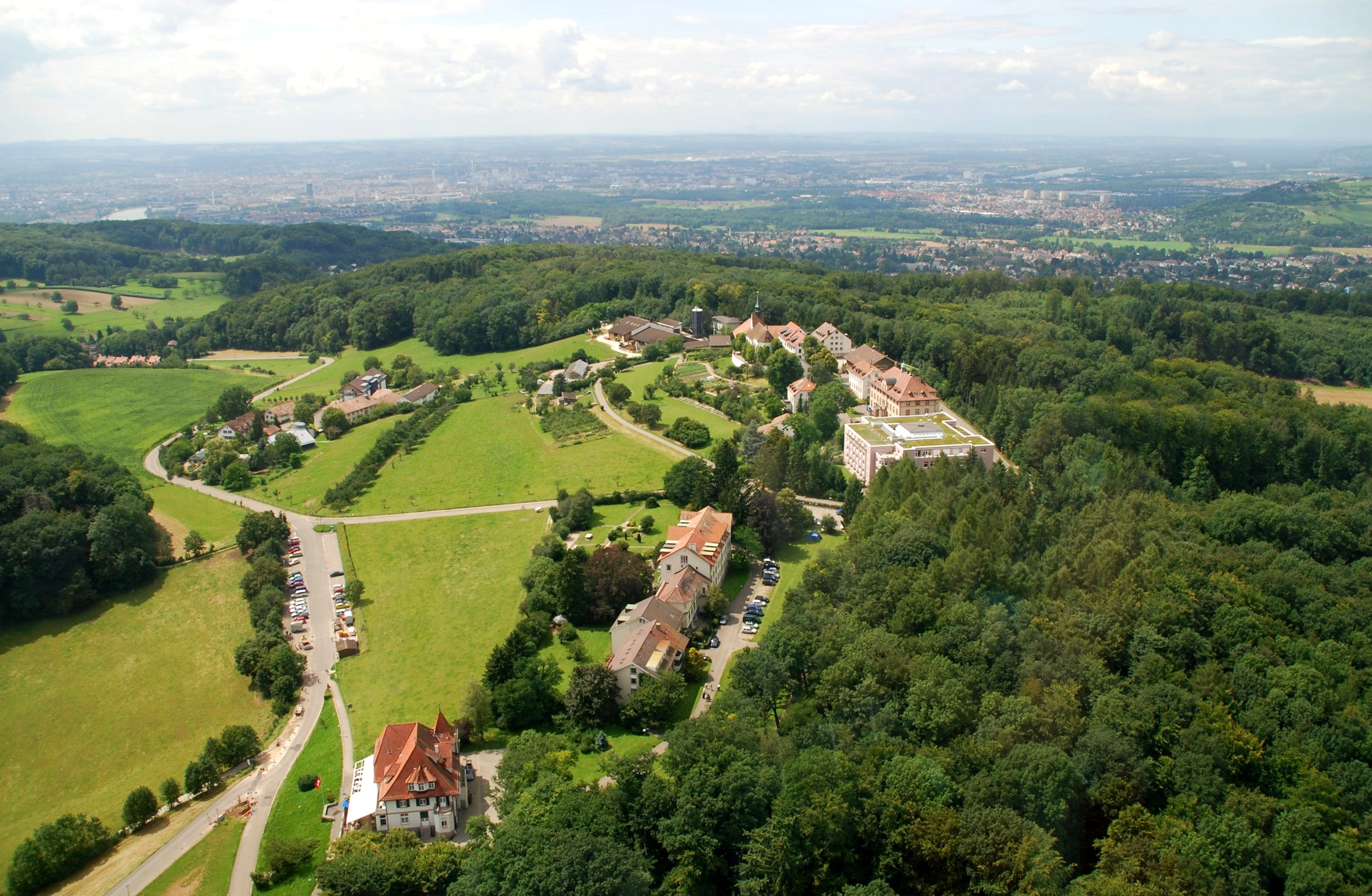
Blick vom Fernsehturm St. Chrischona auf die Siedlung St. Chrischona mit Basel im Hintergrund

St. Chrischona (Baseldeutsch: Grischoone [gʀɪˈʃɔːnə]) ist der 522 m ü. M. hohe Hausberg der nahen Stadt Basel und der westlichste und dritthöchste Berg des Gebirgszugs Dinkelberg. Er liegt bei Bettingen im Schweizer Kanton Basel-Stadt. Über die gipfelnahen Hochlagen verläuft im Nordosten, Osten und Süden die Grenze zum baden-württembergischen Landkreis Lörrach und damit die Grenze zwischen Deutschland und der Schweiz.
Auf dem höchsten Punkt steht inmitten einiger Gebäude die Kirche St. Chrischona. Auf dem Berg etwas abseits, östlich der Besiedlung steht mit dem Fernsehturm St. Chrischona zudem das mit gut 250 Metern Höhe höchste freistehende Bauwerk der Schweiz, das weitherum sichtbar ist.

## Geographie

### Lage

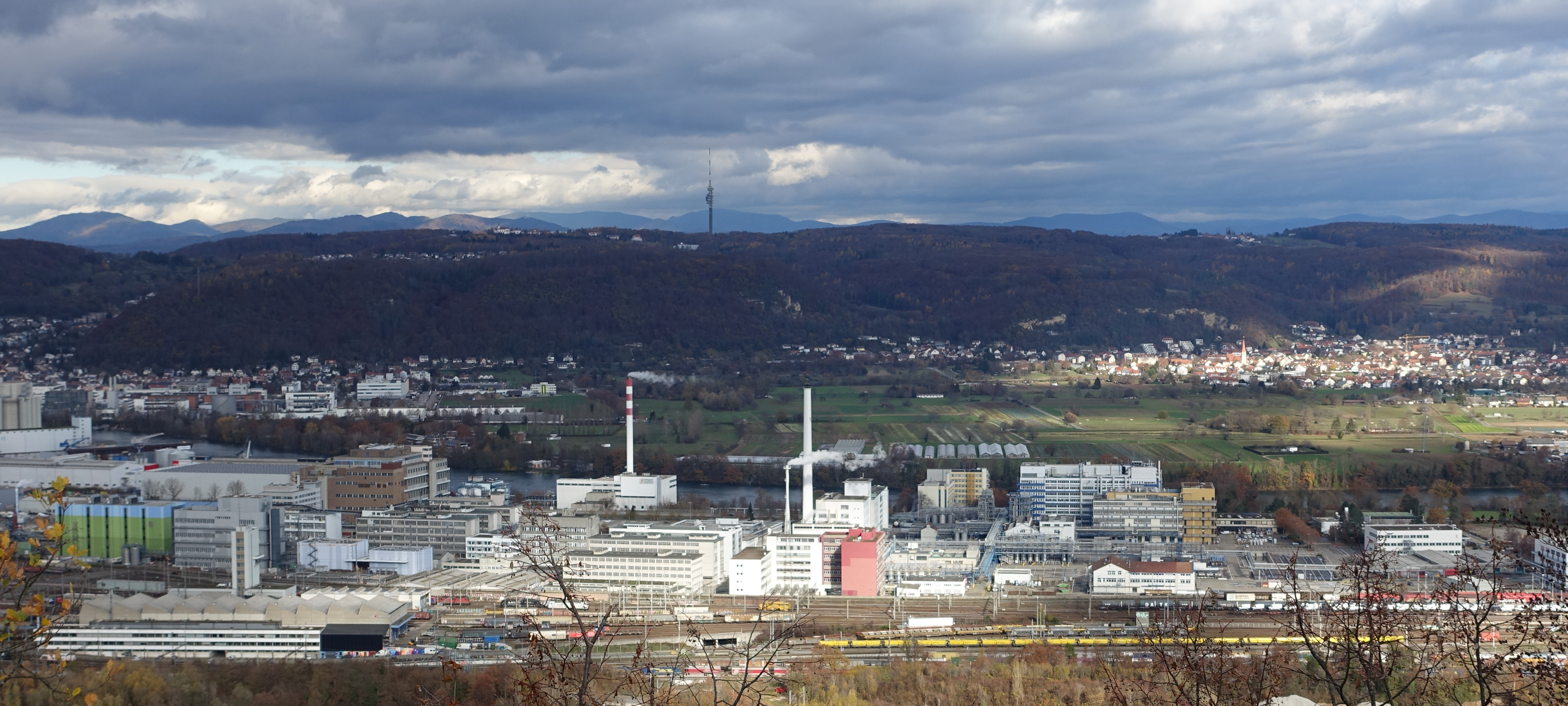
Panorama von St. Chrischona, gesehen von der vorderen Burgruine Wartenberg in Muttenz

St. Chrischona erhebt sich mit Gipfellage im Gebiet der Gemeinde Bettingen (Schweiz), deren Kernort sich westlich des Berges ausbreitet. Bis auf seine nordöstlichen Hochlagen reicht das Gemeindegebiet von Inzlingen und bis auf die östlichen und südlichen jenes von Grenzach-Wyhlen (beide in Deutschland). Der Gipfel liegt bei der Kirche der Bettinger Siedlung St. Chrischona.
Auf dem Südhang des Berges entspringt der Ruschbach (Rustel), der nahe Grenzach-Wyhlen in den Rhein mündet, nördlich vorbei fließt durch Inzlingen und das Schweizer Riehen der Aubach (Mühlebach), ein Zufluss des zur Wiese strebenden Neuen Teichs.

### Geografie
Der Berg St. Chrischona gehört in der naturräumlichen Haupteinheitengruppe Hochrheingebiet (Hochrheintal; Nr. 16), in der Haupteinheit Dinkelberg (161) zum Naturraum Westliches Dinkelbergplateau (161.00). Die Landschaft fällt nach Süden, Westen und Nordwesten in den Naturraum Dinkelberg Südabhang (161.03) ab. Von der Gipfelregion des St. Chrischona fällt der Blick bei guten Sichtbedingungen in die Oberrheinische Tiefebene mit der westlich liegenden Agglomeration Basel, nach Süden zum Jura und nach Süden bis Südosten zu den Alpen; das Alpenpanorama reicht etwa von der Jungfrau bis zum Säntis.

## Geschichte

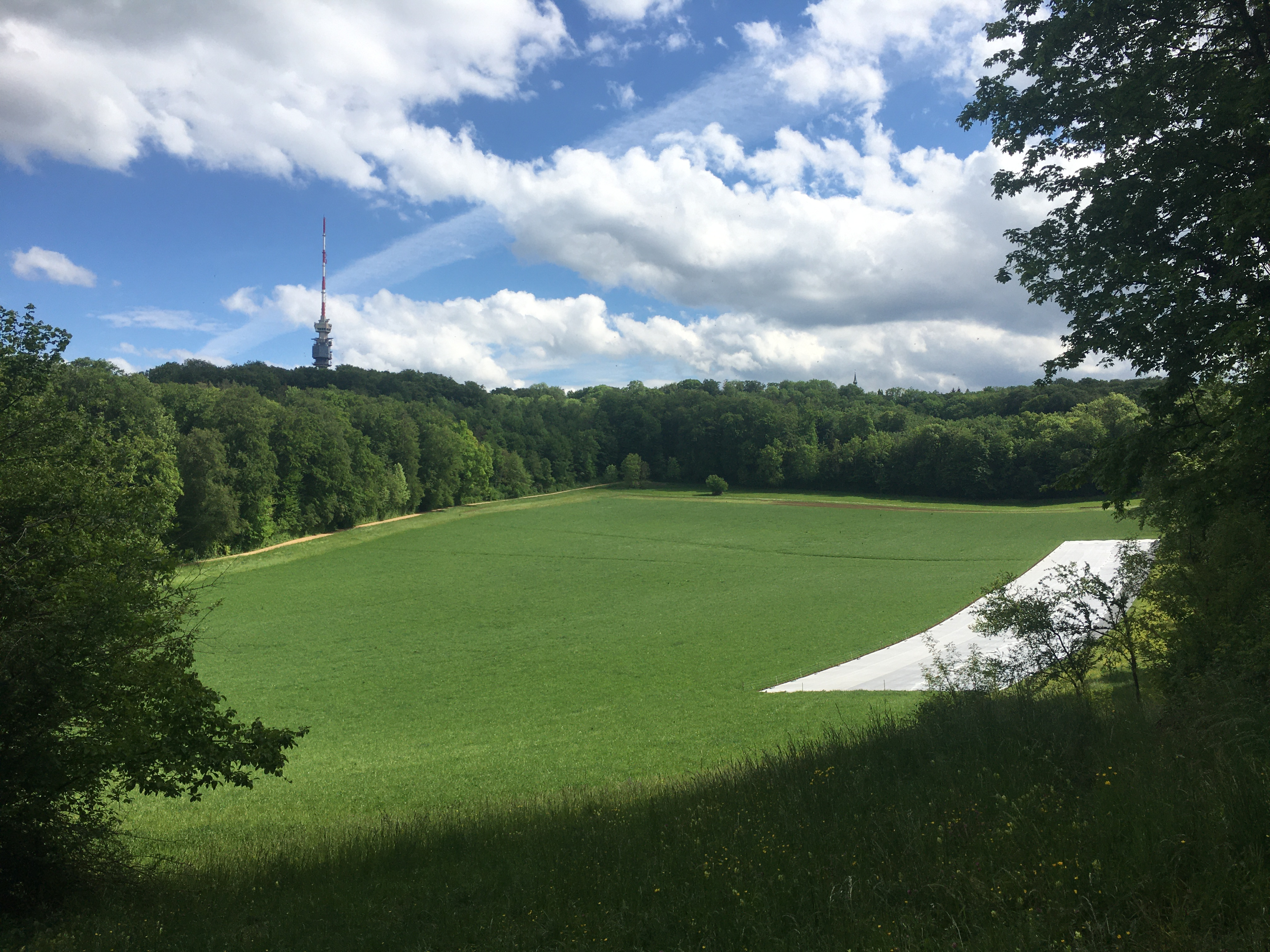
Das Chrischonatal, das nördlich der Siedlung gen Riehen abfällt.

St. Chrischona war im Mittelalter bis zur Reformation ein Wallfahrtsort. Die erste Kirche wurde um 700 errichtet und im 9./10. Jahrhundert erweitert. Das heutige Kirchengebäude entstand im 15. Jahrhundert (Westturm 1450–1460) und Anfang des 16. Jahrhunderts (Chor 1503–1509, Schiff 1513–1516). Während des Dreissigjährigen Krieges wurde die Kirche geschändet und geplündert. In der Folgezeit wurde sie zunehmend vernachlässigt und 1818 gar als Stall genutzt. 1839 erhielt Christian Friedrich Spittler die Erlaubnis zur Renovierung der Kirche, in deren Sakristei 1840 die Pilgermission St. Chrischona gegründet wurde, deren Nachfolge-Institution (Theologisches Seminar St. Chrischona) noch heute hier besteht. 1894 lancierte der Basler Ingenieur Wilhelm Hetzel 1894 die Idee einer Bahnlinie auf die St. Chrischona, die aber trotz 1897 erteilter Baubewilligung nicht realisiert wurde.
In den Jahren 1980 bis 1983 wurde der 250 Meter hohe Fernsehturm St. Chrischona erbaut. Der höchste Fernsehturm der Schweiz ging im August 1984 in Betrieb und ersetzte einen 136 Meter hohen Stahlfunkturm aus dem Jahr 1961.
Im Rahmen der Tour de Suisse 1990 war St. Chrischona Etappenziel der 162 Kilometer langen Etappe, die in Aarau startete. Die Etappe mit Bergankunft gewann der Belgier Luc Roosen in einer Zeit von 4 Stunden 18 Minuten und 47 Sekunden.

## Legende der heiligen Chrischona
Einer unterschiedlich überlieferten Legende nach geht St. Chrischona (lateinisch Christiana oder Cristina) auf drei Schwestern, Chrischona, Margaretha und Odilia zurück, von denen jede auf einem der drei Hügel in der Umgebung von Basel, in Sichtweite der anderen, eine Kirche baute. Von St. Chrischona sind daher die Kirchen St. Ottilien im deutschen Ort Tüllingen und St. Margarethen in Binningen zu sehen. Die älteste Überlieferung geht auf die Legenda aurea zurück und nennt Chrischona eine Gefährtin von Ursula von Köln; bei der Rückkehr von Ursulas Pilgerfahrt aus Rom soll sich Chrischona (zusammen mit Margaretha und Odilia) geweigert haben, das verkündete Martyrium mit Ursula zu erleiden, worauf sie aus der Stadt gejagt wurden und sich als Einsiedlerinnen niederliessen.
Eine weniger schmachvolle Variante nennt Chrischona einerseits als einzige Überlebende unter Ursulas Märtyrerinnen, die den Rhein entlang bis nach Basel floh, andererseits als erkrankte Gefährtin, die in Basel ihre Rückreise abbrach. Beide Versionen überliefern Chrischonas Tod aus Erschöpfung bei Grenzach. Bauern fanden sie und betteten sie auf einen Ochsenkarren, worauf die Ochsen selbständig in Richtung Dinkelberg aufbrachen und auf der Anhöhe stehenblieben. An selber Stelle soll zu ihrem Gedenken die Kirche errichtet worden sein.
Am 17. Juni 1506 nahm Kardinal Raimund Peraudi die Translation und Elevation ihrer Gebeine vor. Ihr Gedenktag ist der 16. Juni. Eine 1647 veröffentlichte Version des Kirchenhistorikers Hermann Crombach vermischt die drei Jungfrauen aus der Eichsler Legende mit Chrischona, was auf die zeitgleiche Kanonisierung aller vier Jungfrauen durch Peraudi zurückzuführen ist.

## Rezeption
Der Dichter Sebastian Brant veröffentlichte in seinen Varia Carmina (1494/98) ein Gedicht, das auf der Legendenvariante der an Erschöpfung verstorbenen Chrischona basiert.
Der Dichter Johann Peter Hebel erwähnt den Chrischonahügel in seinem Gedicht Die Marktweiber in der Stadt.
Im Bettiger Lied von Arnold Pauli (aus dem Bettinger Festspiel von 1963, Text: Eduard Wirz) ist eine Strophe dem Chrischonahügel gewidmet.